# Saló literari

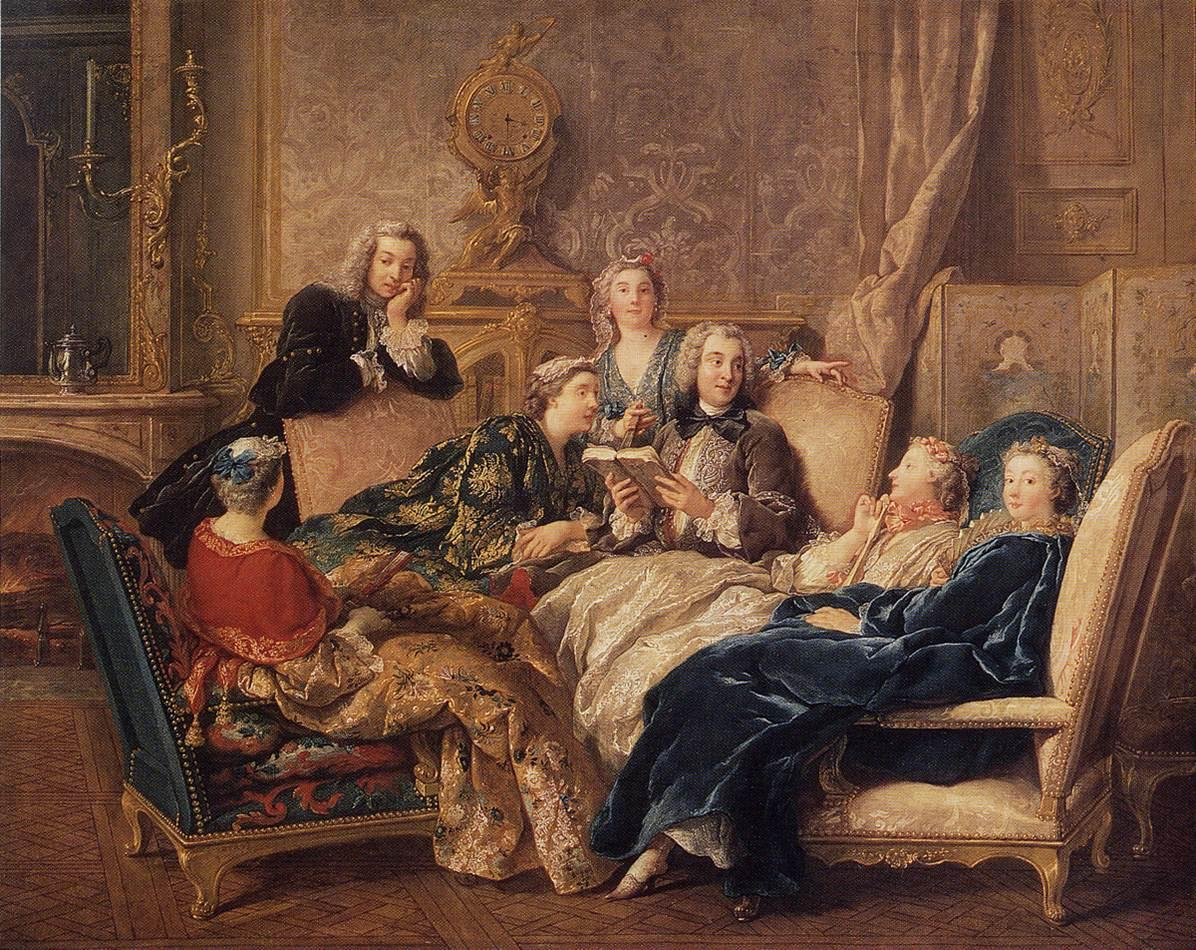
Lectura de Molière per Jean-François de Troy, cap a 1728.

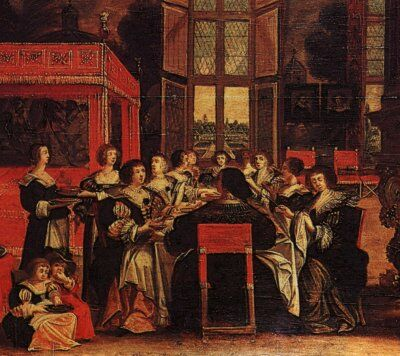
Réunion de dames, Abraham Bosse,.

Un saló literari, en francès salon littéraire, era una reunió d'homes i de dones sobre literatura, poesia i art, que es trobaven de forma regular, dins un medi intel·lectual, sovint mundà, auspiciat per una amfitriona. S'hi discutia també l'actualitat respecte a la filosofia, la literatura, la moral, etc. La seva freqüentació va ser més o menys abundant segons el saló i en funció de les persones que hi acudien. Abans del segle xix, en francès, es qualificaven aquestes reunions de «société» o de «cercle». Els salons literaris sovint eren un saló polític.
Els salons littéraires es diferenciaven dels cafés littéraires, com era el cas del Procope, perquè aquests últims eren llocs públics on es podia acudir per participar en les reunions sense invitació, ni horari, ni subjecte determinat.
Els salons van ser una invenció italiana del segle xvi i van proliferar a França al llarg dels segles xvii i xviii. Dues dames del Renaixement italià són les precursores dels salons europeusː Isabel d'Este, marquesa de Màntua, i Elizabetta Gonzaga, duquessa d'Urbino.
El saló va ser de fet una universitat informal per a les dones, en una època en què els estava vedada qualsevol possibilitat de formació que no fos autodidacta; s'hi intercanviaven idees, es rebien i donaven crítiques, es llegien les pròpies obres i s'escoltaven la dels altres.

## Abans del regnat de Louis XIV
La vida cortesana francesa del segle XVI incorporà la cultura renaixentista italiana i van fer de la cura de l'esperit i de la subtilesa del llenguatge un objectiu cultural. La mateixa Margarida d'Angulema, reina de Navarra i germana del rei de França Francesc I, fou autora de l'Heptameron, un model de relació social cortesana basat en la conversa i en la reflexió que se'n derivava, que després es faria realitat en els salons.
Abans del regnat de Louis XIV, no hi havia salons literaris sinó grups literaris (groupes littéraires). El més célebre va ser el de Malherbe i Boileau en saludà la vinguda. Aquest saló de fet no ajudava sinó que destruïa els seus contemporanis. Per exemple, Racan, va cometre la impudència de demanar a Malherbe si era bona la resta d'un llibre Ronsard que havia advertit que Malherbe no havia acabat d'estripar i Malherbe va aprofitar aleshores la següent reunió del seu saló per acabar d'estripar totes les pàgines d'aquell llibre.

## Alseglexvii
En aquell segle els salons literaris van ser gairebé sempre presidits per dones. Per ajudar-los a dirigir les seves habitacions els servents empraven vestits amb jaquetes blanques i boines i ajudaven a servir les begudes, els llibres, etc. A més que es pagava un filòsof per iniciar debats, discussions, presentació de llibres i portar els participants.

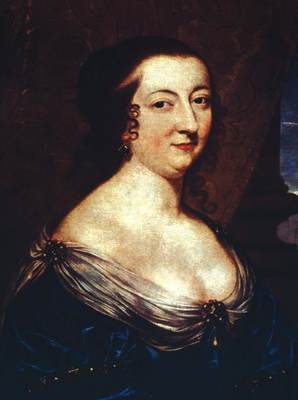
Mme de Rambouillet (1646)

La primera reunió d'aquest gènere es va fer a l'hôtel de Rambouillet, l'any1608 i durà fins a la mort de la seva patrocinadora, Catherine de Vivonne, coneguda com a marquesa de Rambouillet, dita «Arthénice», el 1659. En aquest saló hi acudien els principals de l'època: la Marquesa de Sevigné, Madame de La Fayette, Malherbe, Racan, Vaugelas, Voiture, Corneille, La Rochefoucauld, etc.
Un saló literari privat va ser el Cercle de Valentin Conrart, protegit per Richelieu, en què tots eren partidaris del purisme lingüístic. Aquest cercle seria el nucli de la futura Acadèmia francesa, la normativa de la qual elaborà Conrart el 1635; en va ser el primer secretari fins a la seva mort.
El 1648 Madeleine de Souvré, marquesa de Sablé, fundava el seu propi saló, del qual sorgiria un gènere literari, les màximes, que inspirarien el mateix La Rochefoucauld, assidu de la reunió. Madeleine de Scudéry creà el 1652 el seu saló literari.

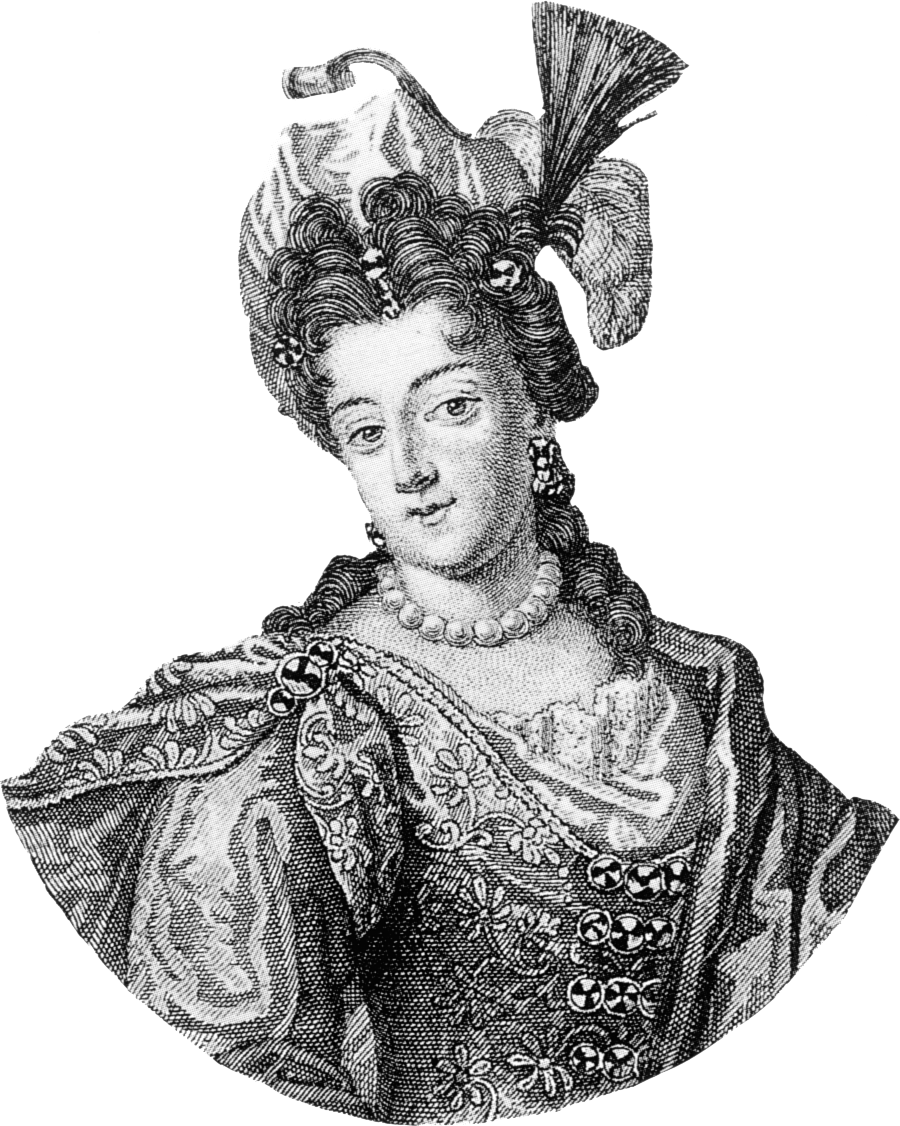
Madeleine de Scudéry (1650)

Antoinette du Ligier de la Garde Deshoulières, escriptora i filòsofa, va dirigir un saló al seu petit apartament de la rue de l'Homme armé a París, que va atreure diversos autors, coneguts pel seu llibertinisme.
Marguerite Hessein de la Sablière, des del seu saló de la Folie-Rambouillet, a la rue Neuve-des-Petits-Champs, fou mecenes de diversos artistes i estudiosos.
Ninon de l'Enclos va ser una escriptora francesa cortesana i lliurepensadora que tingué el seu propi saló. Fou mecenes de Molière i de Voltaire.

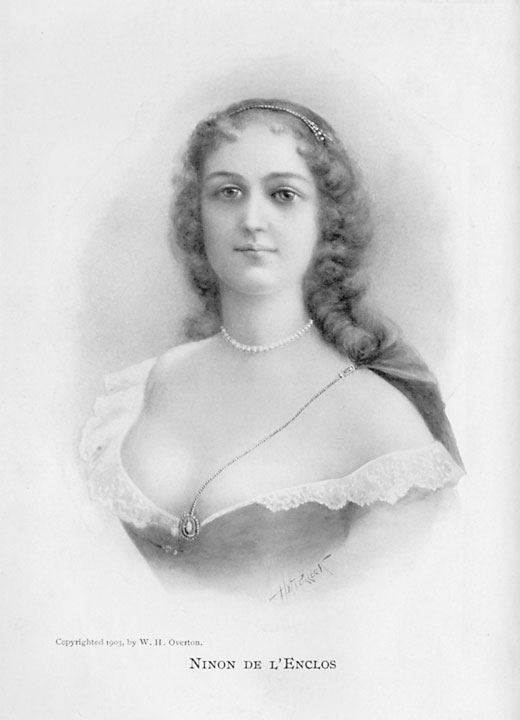
Ninon de Lenclos

Scarron, en estil burlesque, va obrir també un saló literari durant el regnat de Louis XIV, un saló que va adquirir gran notorietat arran del seu matrimoni amb Françoise d'Aubigné, futura Madame de Maintenon. L'amistat de Maintenon amb Ninon de Lenclos, en va fer l'elit intel·lectual del seu temps.

## Salons literaris delseglexviii
Estaven organitzats per persones que invitaven els participants en funció dels temes abordats, però també segons l'hoste, per exemple, al saló de Madame Geoffrin, es rebien només literats i filòsofs com Diderot, Marivaux, Grimm i Helvétius…
Actualment hi ha l'opinió que els salons literaris amb la seva influència van preparar la Revolució francesa.
Al saló de baron d'Holbach, s'hi reunien Diderot, d'AIembert, Helvétius, Marmontel, Raynal, Grimm, l'abbé Galiani, etc. També s'ha dit que la idea de l'Encyclopédie va sorgir d'un debat en aquest saló on va intervenir Rousseau

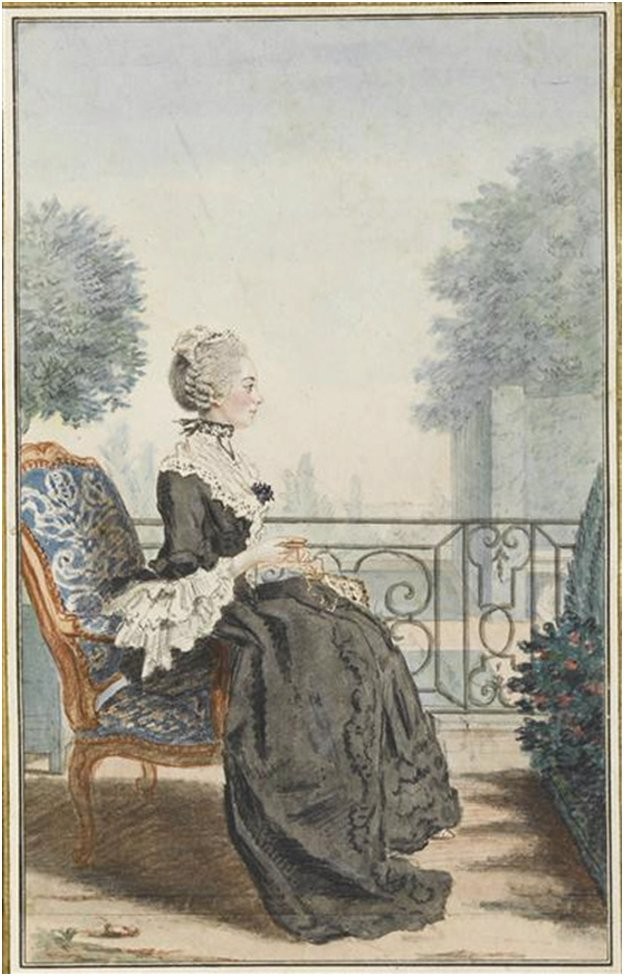
Julie de Lespinasse

### Amfitriones dels salons literaris delseglexviii
- Marie-Thérèse Rodet Geoffrin.
- Claudine Guérin de Tencin, Madame de Tencin.
- Jeanne-Françoise Quinault, amfitriona de la Société du Bout du banc.
- Françoise de Graffigny, autora de Lettres d'une Péruvienne
- Julie de Lespinasse, musa del Somni de d'Alembert, de Diderot. Es considera el seu saló «el laboratori de l'Enciclopèdia».[9]
- Marie Anne de Vichy-Chamrond, marquesa del Deffand.
- Anne-Thérèse de Marguenat de Courcelles, generalment anomenada marquesa de Lambert.
- Louise d'Épinay.
- Suzanne Curchod.Louise d'EpinayJuliette Récamier (1798)

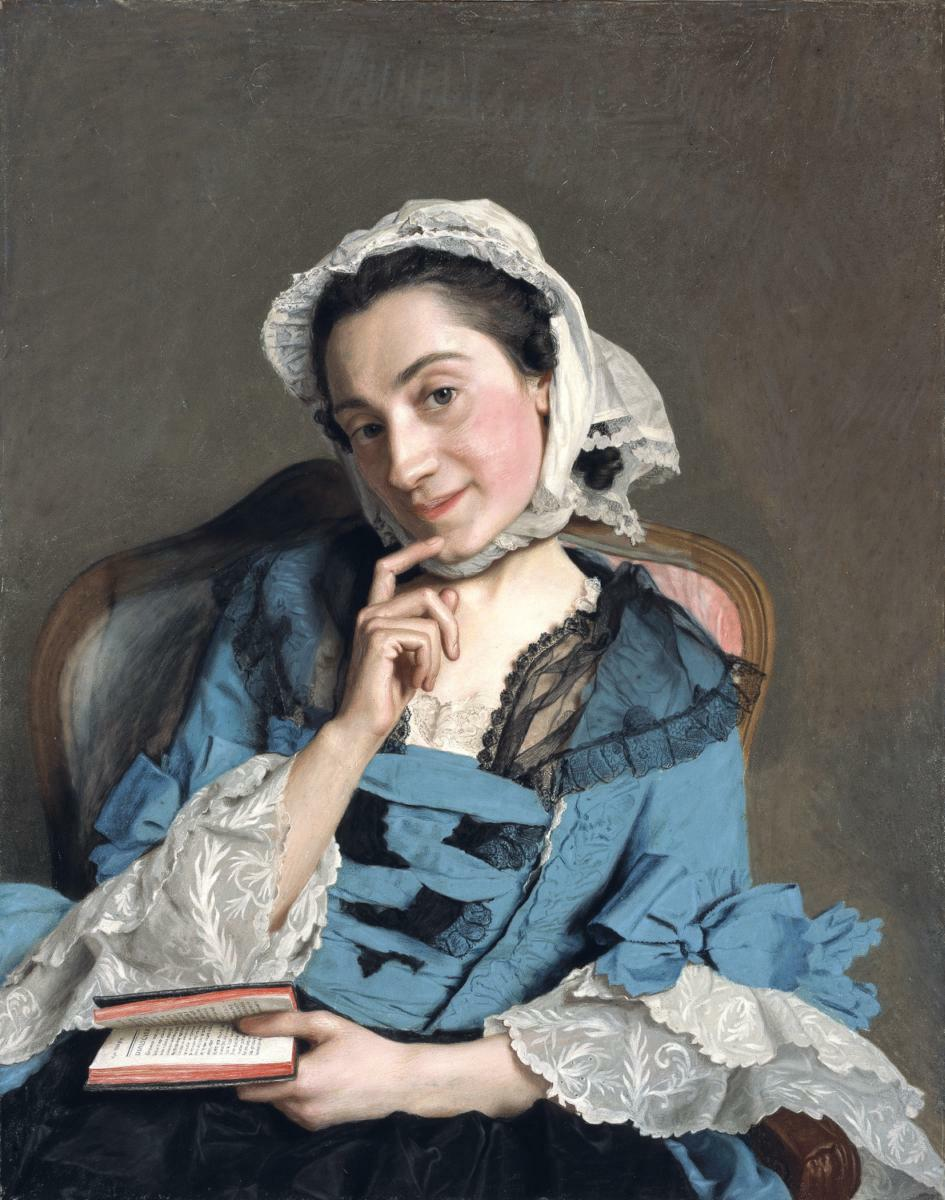
Louise d'Epinay

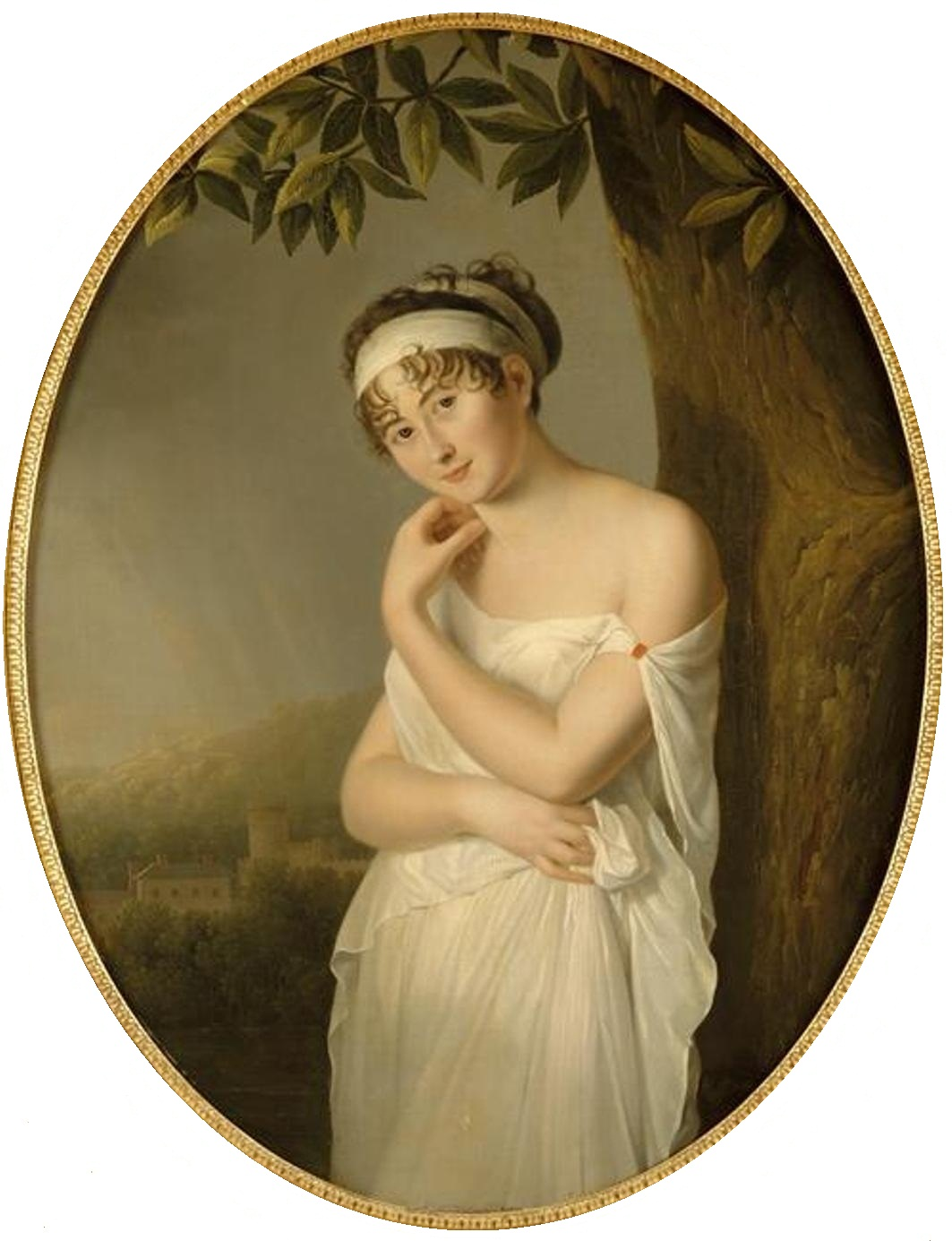
Juliette Récamier (1798)

- Sophie de Grouchy, coneguda també com a Sophie de Condorcet.
- Madame Roland, amfitriona del saló polític on sorgiren els Girondins.

## Seglexix
Uns salons célebres van ser el de Juliette Récamier a l'Abbaye aux Bois, amb un important saló polític i literari en el París postrevolucionari de principis del segle xix; Lydie Lemercier de Neuville, coneguda com a Madame Aubernon, va tenir un dels més famosos salons literaris parisencs de finals del segle XIX; Charles Nodier portà una tertúlia literària a la Biblioteca de l'Arsenal, de París, on treballava. Madame Anne Sophie Swetchine i Teresa Cabarrús, Madame de Fontenay foren també salonnières d'aquest segle
Sota la Tercera República Francesa hi va haver molts salons literaris: entre els quals el de la princesse Mathilde, de la comtessa Potocka, de Juliette Adam, de Geneviève Halévy o de Rosalie de Fitz-James.

## Referències

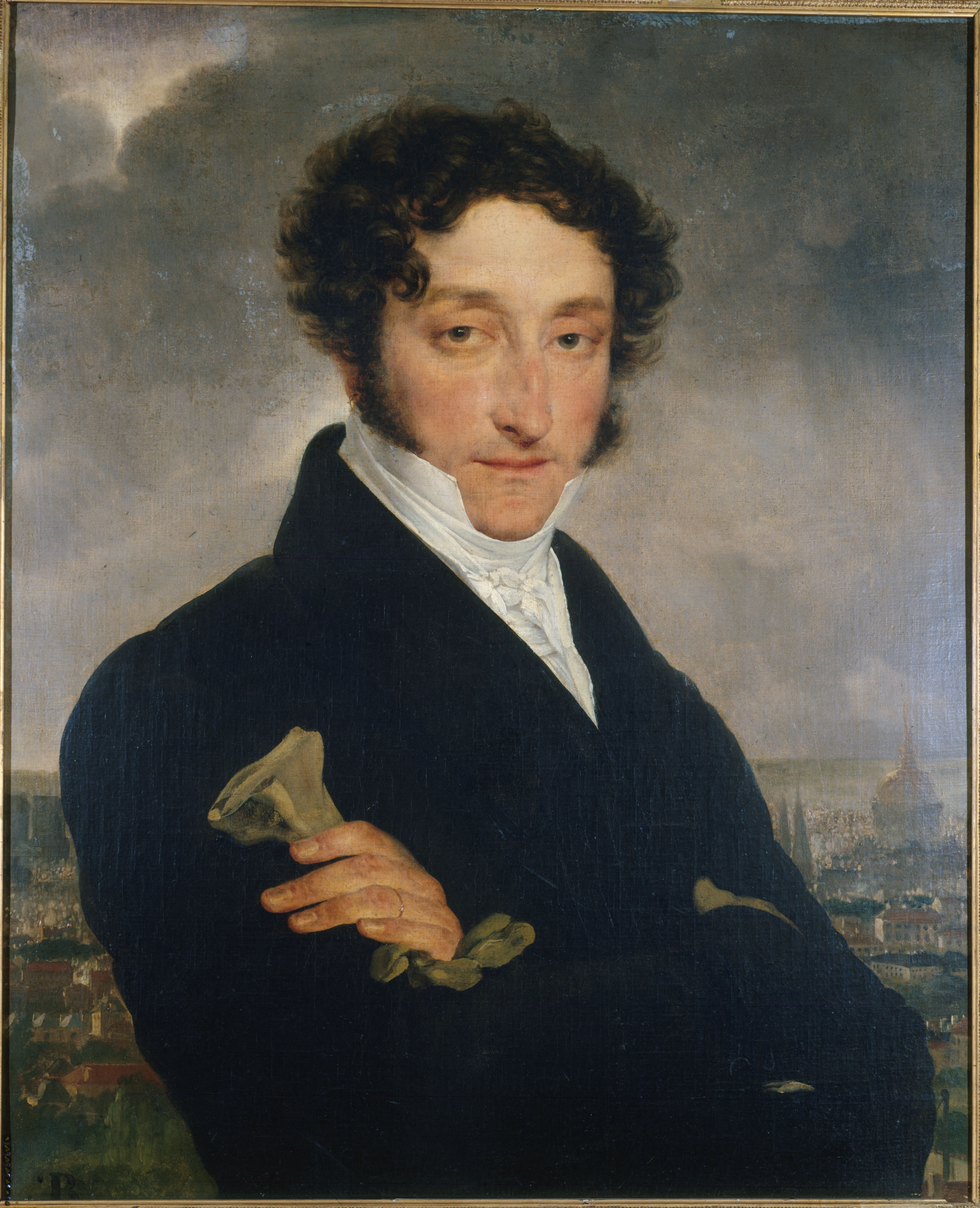
Charles Nodier